# Saleaula
Saleaula is een plaats in Samoa en is de hoofdplaats van het district Gaga'emauga op het eiland Savai'i.
In 2006 telde Saleaula 578 inwoners. In 2016 waren dit 600 inwoners.